# Волик Андрій Миколайович
Андрій Миколайович Волик (нар. 13 березня 1972, м. Черкаси) — поліграфолог, кандидат економічних наук (2001 р.)..

## Біографія
Андрій Волик народився 13 березня 1972 року в Черкасах. Батько: Волик Микола Семенович — хірург, заслужений лікар України, матір: Віра Павлівна — інженер-технолог, брат: Олександр — поліграфолог, сестра: Марія — науковець, кандидат економічних наук.

## Поліграфологічна освіта
2004 року успішно закінчив Арізонську школу поліграфологічних наук у місті Фенікс (США), став її першим українським випускником. Окрім того, Андрій Волик — перший в історії України випускник Індіанського поліграфологічного інституту (США, 2006 р.) і Чиказького поліграфологічного інституту (США, 2010 р.).

## Професійна діяльність
Андрій Волик, перевіряючи правдивість відповідей знаменитостей та політиків, брав участь у популярних телепрограмах, таких як «Тільки правда?» на «Новому каналі», «Детектор брехні», «Кохана, ми вбиваємо дітей», «Врятуйте нашу сім'ю», «Битва екстрасенсів» і «Зважені та щасливі» на «СТБ», «Чорним по білому» на «1+1», «Факти тижня» і «Галілео» на «ICTV» та інших.
Волик також протестував на поліграфі для телевізійних шоу, програм і фільмів політиків, зірок і відомих людей, серед яких Лайма Вайкуле, Сергій Звєрєв, Дмитро Гордон та інші.

## Відзнаки
- Відзнака Православної Церкви України «За жертовність та любов до України» від 18 грудня 2020 року (1992 номер).